# Koroshi Ai
Koroshi Ai (殺し愛?), también conocido como Love of Kill, es una serie de manga japonesa escrita e ilustrada por Fe. Fue serializada en la revista de manga shōjo de Media Factory, Gekkan Comic Gene desde octubre de 2015 hasta enero de 2023. El manga está licenciado en Norteamérica por Yen Press. Una adaptación de la serie producida por Platinum Vision se estrenó el 12 de enero de 2022.

## Argumento
Durante una de sus misiones de cazarrecompensas, Chateau Dankworth se encuentra con Song Ryang-ha, un asesino a sueldo profesional, que comienza a acecharla y a intercambiar su información a cambio de una cita. Aunque reacia, Chateau obedece pero se niega a abrirse a él. A pesar de esto, Ryang-ha continúa salvándola cuando está bajo ataque y parece conocer su pasado. 
Después de que Chateau y Ryang-ha se convierten en el objetivo de Donald Bachman, los dos se ven obligados a enfrentarse a su pasado común: Chateau es la hija del heredero de la familia Nobel, un linaje de aristócratas franceses, que se convierte en el objetivo de Nelson Nobel, hermanastro del padre de Chateau. Se le ordenó al verdadero Song Ryang-ha que la escoltara a un lugar seguro, pero ella accidentalmente le inflige una herida de bala fatal por miedo; mientras tanto, el actual Ryang-ha, una víctima anónima del tráfico de niños salvado por el verdadero Ryang-ha, adopta su nombre después de la muerte de este último.

## Personajes
Chateau Dankworth (シャトー・ダンクワース Shatō Dankuwāsu?)
 Seiyū: Saori Ōnishi (anime) y Mikako Komatsu (CD drama), Alessia Becerril (español latino)
Chateau es una cazarrecompensas recién contratada que trabaja para Ritzlan Support. Ella es reacia a confiar en Ryang-ha y constantemente rechaza sus avances románticos. Después de que Donald la captura, se ve obligada a recordar que su verdadero nombre es Chateau Nobel, la hija del heredero de la familia Nobel, quien fue escoltada por el verdadero Son Ryang-ha después de que el hermanastro de su padre ordenara a las tríadas de Hong Kong para asesinarlo. Chateau infligió accidentalmente una herida de bala fatal a la verdadera Ryang-ha durante la misión y entró en un estado catatónico, hasta que el oficial Dankworth la encontró. A pesar de conocer su verdadera identidad, Chateau rechaza su nobleza y se declara miembro de la familia Dankworth.
Song Ryang-ha (ソン・リャンハ Son Ryanha?)
 Seiyū: Hiro Shimono (anime) y Kōji Yusa (CD drama), Alberto Bernal (español latino)
Ryang-ha es un asesino a sueldo buscado por al menos 20 organizaciones para acabar sin ayuda con las tríadas de Hong Kong. Desde que conoció a Chateau, él la acecha e intercambia información a cambio de pasar tiempo con ella. Después de que los dos huyen de Donald, los flashbacks de su pasado revelan que él es una víctima anónima del tráfico de niños que fue salvado por el verdadero Song Ryang-ha y adopta su nombre después de que este último muere.
Euripedes Ritzlan (エウリペデス・リッツラン Euripedesu Rittsuran?)
 Seiyū: Kenyu Horiuchi (anime) y Kenjirō Tsuda (CD drama), Dafnis Fernández (español latino)
Ritzlan es el propietario de Ritzlan Support y está casado con una empresaria de 25 años.
Jim (ジム Jimu?)
 Seiyū: Kōhei Amasaki (anime) y Tetsuya Kakihara (CD drama), José Luis Piedra (español latino)
Jim, cuyo nombre real y datos personales se desconocen, es un inmigrante de India que trabaja como secretario en Ritzlan Support.
Hou (ホー Hō?), Diego Estrada (español latino)
 Seiyū: Tomoaki Maeno
Donny (ドニー Donī?)
 Seiyū: Hōchū Ōtsuka, Carlos Segundo (español latino)
Su verdadero nombre es "Donald Bachmann", un hombre que tiene una base en la ciudad portuaria de Barocera y tiene el apodo de "War Trigger".
Jinon (ジノン Jinon?)
 Seiyū: Ayumu Murase, Alan Fernando Velázquez (español latino)
Nikka (ニッカ Nikka?)
 Seiyū: Masakazu Morita, Arturo Cataño (español latino)
Song Ryang-ha (ソン・リャンハ Son Ryanha?)
El verdadero Song Ryang-ha. Es un estudiante coreano y aprendiz de Donald Bachman. Se le ordenó escoltar a Chateau a un lugar seguro, pero en el camino, tomó al actual Song Ryang-ha para salvarlo del tráfico de niños. Después de que Chateau lo mata accidentalmente, el actual Song Ryang-ha adopta su nombre.
Mifa (ミファ Mifa?)
 Seiyū: Yōko Hikasa, Valentina Souza (español latino)

## Contenido de la obra

### Manga
Koroshi Ai es una serie de manga escrita e ilustrada por Fe. Fe publicó por primera vez la historia en Pixiv bajo el título I Wanted to Read a Manga About an Assassin Couple in Love so I Started Drawing One (殺し愛カップル漫画が読みてぇなぁと思ってたらなんか書き始めてた Koroshiai Kappuru Manga ga Yomitē nā to Omotteta kara Nanka Kaki Hajimeteta?) en octubre de 2012 y obtuvo más de 5,4 millones de visitas en el sitio web. Fe siguió con una secuela titulada A Short Story About the Assassin Couple in Love Manga that I Just Wanted to Read About (殺し愛カップル漫画が読みたいだけの小話 Koroshiai Kappuru Manga ga Yomitai Dake no Shōsetsu?). En los tres años posteriores a la publicación de las historias, la revista de manga shōjo Gekkan Comic Gene de Media Factory tomo la licencia para su serialización desde octubre de 2015 y se ha recopilado en trece volúmenes de tankōbon.
Se lanzó una adaptación en CD de drama como un elemento adicional incluido con el lanzamiento físico de la edición de marzo de 2018 de Gekkan Comic Gene, lanzado el 15 de febrero de 2018.
En octubre de 2020, Yen Press obtuvo la licencia de Koroshi Ai en inglés para su distribución en Norteamérica.

#### Lista de volúmenes
| Volúmenes de manga publicados | Volúmenes de manga publicados | Volúmenes de manga publicados |
| Número                        | Fecha de lanzamiento          | ISBN                          |
| ----------------------------- | ----------------------------- | ----------------------------- |
| 1                             | 26 de marzo de 2016           | ISBN 978-4-04-068238-9        |
| 2                             | 27 de octubre de 2016         | ISBN 978-4-04-068570-0        |
| 3                             | 27 de abril de 2017           | ISBN 978-4-04-069159-6        |
| 4                             | 27 de octubre de 2017         | ISBN 978-4-04-069478-8        |
| 5                             | 27 de abril de 2018           | ISBN 978-4-04-069831-1        |
| 6                             | 25 de octubre de 2018         | ISBN 978-4-04-065192-7        |
| 7                             | 27 de abril de 2019           | ISBN 978-4-04-065652-6        |
| 8                             | 26 de octubre de 2019         | ISBN 978-4-04-064085-3        |
| 9                             | 27 de junio de 2020           | ISBN 978-4-04-064561-2        |
| 10                            | 25 de diciembre de 2020       | ISBN 978-4-04-680044-2        |
| 11                            | 27 de julio de 2021           | ISBN 978-4-04-680554-6        |
| 12                            | 26 de marzo de 2022           | ISBN 978-4-04-681236-0        |
| 13                            | 26 de enero de 2023           | ISBN 978-4-04-682071-6        |

### Anime
El 11 de diciembre de 2020, Kadokawa anunció que se estaba produciendo una adaptación de la serie al anime. La serie está animada por Platinum Vision y dirigida por Hideaki Ōba, con Ayumu Hisao a cargo de los guiones de la serie, Yōko Satō diseñando los personajes y Kei Yoshikawa componiendo la música. Se estrenó el 12 de enero de 2022 en Tokyo MX y otros canales. La serie tuvo 12 episodios. El tema de apertura de la serie es "Midnight Dancer" de Toshiki Masuda, mientras que el tema de cierre de la serie es "Makoto Period" de Aika Kobayashi. Crunchyroll obtuvo la licencia de la serie.
El 13 de enero de 2022, Crunchyroll anunció que la serie recibió un doblaje tanto en inglés como en español latino.